# Ambrose Burnside

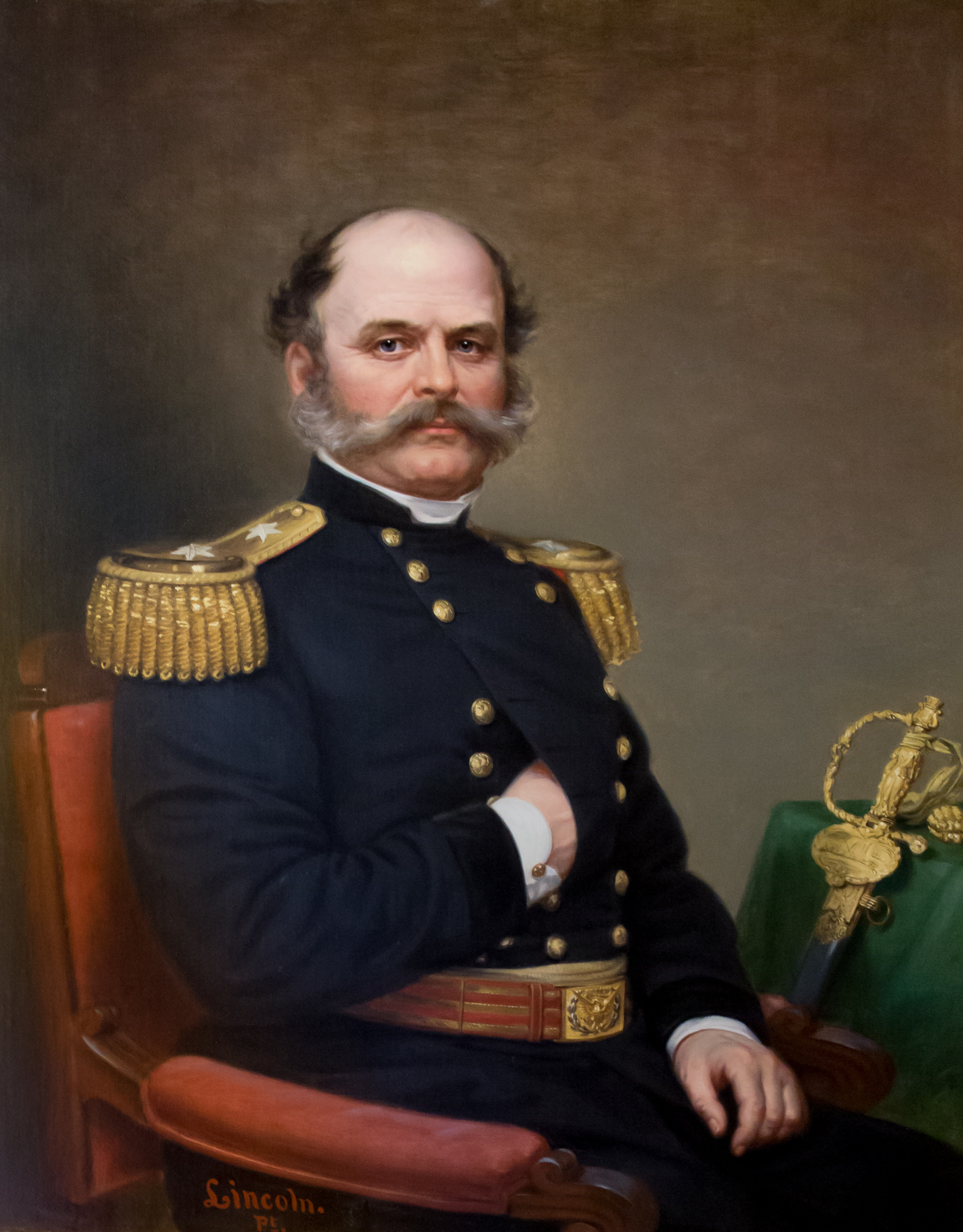
Ambrose Burnside.

Ambrose Everett Burnside, född 23 maj 1824 i Liberty, Indiana, USA, död 13 september 1881 i Bristol, Rhode Island, var en amerikansk general och politiker. Han var befälhavare under amerikanska inbördeskriget.

## Karriär

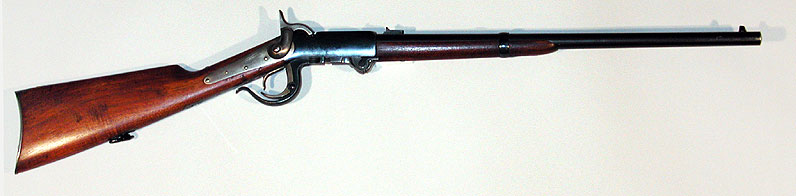
Burnsidekarbinen

Burnside blev officer vid artilleriet 1847 och deltog i Mexikanska kriget 1846–1848. År 1853 tog han avsked och blev vapenkonstruktör. Han hade patent på Burnsidekarbinen, ett bakladdningsvapen som kom till stor användning under inbördeskriget.

## Inbördeskriget

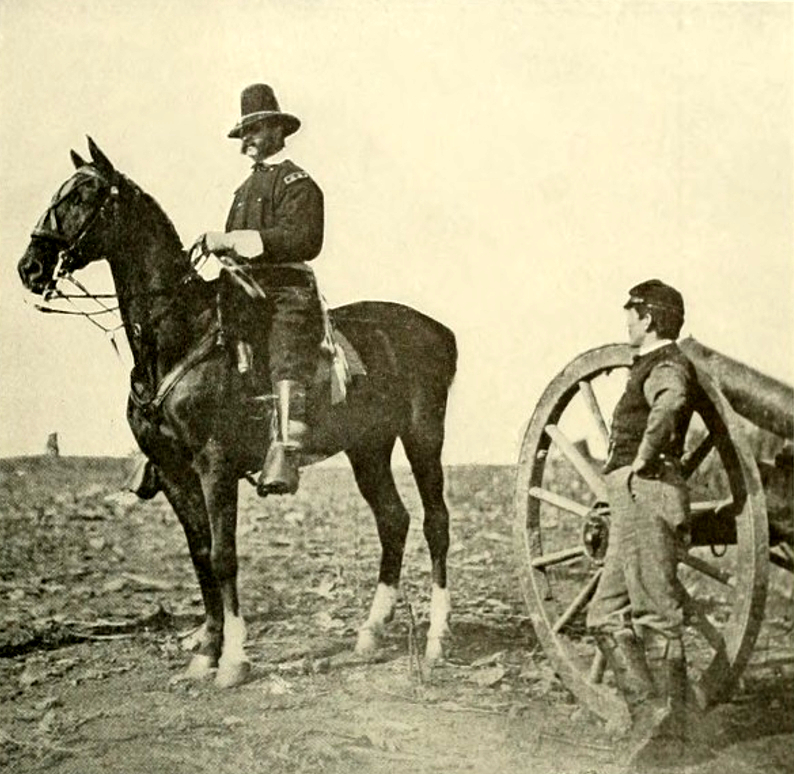
Burnside under kriget.

Vid amerikanska inbördeskrigets utbrott ställde han sig på unionsregeringens sida och deltog med ett regemente frivilliga i första slaget vid Bull Run 21 juli 1861. Som brigadgeneral medverkade Burnside vid Potomacarméns reorganisation och blev 1862 generalmajor. I november samma år utnämndes han till befälhavare för Potomac-armén, men måste efter slaget vid Fredericksburg nedlägga befälet. Han deltog senare under Ulysses S. Grant i 1864 års fälttåg och tog avsked 1865.

## Politiker
Åren 1866-1869 var Burnside guvernör i Rhode Island. Han var National Rifle Associations förste ordförande.

## Kuriosa
General Burnside gav upphov till det amerikanska slanguttrycket för polisonger, "sideburns".